# 12343 Martinbeech
12343 Martinbeech è un asteroide della fascia principale. Scoperto nel 1993, presenta un'orbita caratterizzata da un semiasse maggiore pari a 2,5921014 UA e da un'eccentricità di 0,2453349, inclinata di 3,20062° rispetto all'eclittica.